# Gerardo Guevara
Pour les articles homonymes, voir Guevara.
Luis Gerardo Guevara Viteri, né le 23 septembre 1930 à Quito et mort le  23 décembre 2024, est un compositeur équatorien. Ses œuvres mélangent le chant métisse-indien[Quoi ?] avec des techniques contemporaines.

## Biographie
Précoce musicien, Gerardo Guevara profite alors enfant de ce que son père soit le concierge du conservatoire de Quito pour écouter en cachette les leçons de dictées, criant parfois aux grands les notes correctes de la dictée avant de déguerpir. À quinze ans, il commence à prendre des leçons d'écriture avec Luis H. Salgado. Sept ans plus tard, il se rend à Guayaquil où il étudie la musique de Bartók et la composition avec le musicien hongrois Jorge Raycki.
Dès 1959, et avec une bourse de l'Unesco, il étudie la composition auprès de Nadia Boulanger à l'École normale de musique de Paris, où il reçoit son diplôme de chef d'orchestre. Il suit par ailleurs des cours de musicologie à l'Université de la Sorbonne. Après douze ans à Paris, il rentre en Équateur et forme la chorale de l'Université centrale de l'Équateur en 1972 et la SAYCE (Société des auteurs et compositeurs de musique de l'Équateur) en 1973.
Il est ensuite directeur de l'Orchestre symphonique national de Quito (1974-1975) et directeur du Conservatoire national (1980-1988), institution où il enseigne en même temps l'histoire de la musique équatorienne.
Il reconnaît être nationaliste sans pour autant renoncer dans ses œuvres à l'emploi de techniques contemporaines, ce qui conduit Robert Stevenson à affirmer de façon quelque peu confuse : « Guevara Viteri est inspiré des styles européens ». Peut-être serait-il plus correct de dire, en accord avec Gerard Béhague : « des techniques plus avancées de composition sont visibles dans plusieurs œuvres de Guevara ». Les œuvres dans son catalogue sont aussi nombreuses  que ses articles et essais. Compositeur influent, il est aussi professeur éminent.
Gerardo Guevara meurt le 23 décembre 2024 à l'âge de 94 ans.

## Compositions
- Inspiración pour piano, 1950
- Despedida, pasillo, 1957
- Apanny Shungo pour piano, 1958
- Yaguar shungo ballet pour orchestre symphonique et chœur, 1958
- Geografía pour baryton & piano (textes de Jorge Enrique Adoum), 1960
- Tierras pour baryton & piano (textes de Jorge Carrera Andrade), 1960
- Primer cuarteto de cuerdas, 1960
- El Hombre Planetario pour baryton & piano (textes de Carrera Andrade), 1962
- Trois preludes pour piano: Recitativo, Albazo & Sanjuanito, 1963
- Cantata de la paz pour baryton, orchestre & chœur 1963-64
- Segundo cuarteto de cuerdas, 1963-64
- Atahualpa pour chœur, 1965
- Indios pour chœur, 1965
- Se va con algo mío, pasillo, 1967
- Danzante del destino, pour pingullo, flûte de pan, harpe, bombo, 2 guitares, contralto solo, chœur. 1967
- Danzante de la Ausencia, chœur. 1967
- Yaraví del desterrado, chœur. 1967
- Tuyallay, musique vocale, 1967
- Ismos pour violon, alto, cello, hautbois, clarinet & piano, 1970
- Ecuador, suite d'orchestre, 1972
- 5 Miniaturas (Panecillo, Pichincha, La Compañía, Avenida Veinticuatro de Mayo, Quito Norte) pour flûte, cor anglais, hautbois, clarinet & basson, 1973
- Quito arrabal del cielo pour chœur (texte de Jorge Reyes), 1974
- Galería siglo XX de pintores ecuatorianos, suite d'orchestre, 1976* El Panecillo, (textes de Eloy Proaño), 1977
- Solsticio de Verano, pasillo, 1977
- Tres melodías para soprano y orquesta de cámara textes de Ana María Iza (Iba a fugarme, Pasillo, Aquí me paro y grito), 1978
- Tríptico for choir, 1978
- El espantapájaros, pour piano pasillo,
- Jaguay, musique vocale, 1980
- Combate poético pour baryton & piano, 1980
- Otoño pour voix & piano, 1980
- Fiesta pour piano, 1982
- Diálogos pour flûte, piano (dédiée à Luciano Carrera), 1982
- Recitativo y Danza pour guitare, 1983
- Juegos, 1983
- Suite Ecuatoriana, 1985
- Cuaderno pedagógico pour les étudiants de piano. 1985-86
- Et in Terra Pax Hominibus pour baryton &  orchestre, textes de J. E. Adoum, 1987
- Huayra Shina pour soprano, baryton & orchestre, 1987
- Historia pour orchestre, 1990.
- Del maíz al trigo (tonada), 1993.
- De mestizo a mestizo pour orchestre (en trois mouvements), 1994

## Discographie
- Gerardo Guevara: Melodías y canciones. Galo Cárdenas, Baritone;  Marie Renée Portais, piano. Fediscos

Lp 5403, 1982.
- Música de nuestro tiempo, Ifesa (LP 301-0293)

Gerardo Guevara: Et in Terra Pax Hominibus pour baryton & orchestre, textes de Jorge Enrique Adoum.
od'autres musiques de: M. Estévez, D. Luzuriaga, M. Maiguashca & A. Rodas
Orchestre Symphonique National dirigé par Alvaro Manzano
- Despedida, Ifesa Lp-CME. Guayaquil 1958. Piano: Gerardo Gevara.
- Se va con algo mío dans le disque de Beatriz Parra, Noche lírica en Canal 2, disque no. 2, IFESA Lp-206-B. Guayaquil, 1973.
- Danzante del destino. Victor 45 tours PB9027. Suède, 1977.
- Grandes temas de Música Ecuatoriana

Gerardo Guevara, El Espantapájaros
d'autres musiques de: Sixto María Durán, Benítez & Valencia
Piano, Marcelo Ortiz
- Souvenir de l'Amérique du Sud CD. Piano: Marcelo Ortiz

Pasillo (pasillo) (Gerardo Guevara)
Fiesta (albazo) (Gerardo Guevara)
Tonada (Gerardo Guevara)
El espantapájaros (pasillo) (Gerardo Guevara)
Apamuy Shungo (danzante) (Gerardo Guevara)
D'autres musiques de: Luis H. Salgado, Enrique Espín Yépez, Sixto M. Durán, Miguel A. Casares

## Publications
- La música coral en Ecuador. Diners n° 1, mars 1980, pp : 30-33, Quito : Diners Club del Ecuador.
- Segunda Sonata para piano de Luis H. Salgado, in Opus, año III, n° 31, enero. p. 48-51, édité par Arturo Rodas, Quito : Banque Centrale de l'Équateur.
- Vamos a cantar: cancionero popular. Quito: Ministerio de Educación y Cultura, 1991, 205 p. (réédité en 1992).